# Asma ocupacional
El Asma ocupacional es una enfermedad pulmonar ocupacional causada por exposiciones a una variedad de agentes en el ambiente de trabajo. Estos agentes pueden incluir ciertos químicos (ej. diiosicianatos), caspa y/o orina de animales, hongos, látex de caucho, y polvos de madera o de granos. Al igual que otros tipos de asma, se caracteriza por la inflamación de las vías respiratorias, obstrucción reversible de las mismas y broncoespasmos.
Otro tipo de asma relacionada con el ambiente de trabajo es el asma agravada por el trabajo.

## Causas
En general, esta enfermedad es causada por la inhalación de agentes específicos (ej. humo, gases, polvo, entre otros) que se encuentran en el área del trabajo. Cada agente tiene un mecanismo fisiopatológico diferente por lo cual no se puede atribuir a un solo mecanismo.
El asma agravado por el trabajo es causado por agentes que tienen propiedades irritantes, mientras que las causas principales del asma ocupacional pueden agruparse en dos categorías:
1. Agentes con alto peso molecular y algunos agentes de bajo peso molecular
2. Exposición a agentes que están presentes en altas concentraciones

## Síntomas
Los síntomas más comunes incluyen disnea, irritación nasal, opresión del pecho, tos y sibilancias. Estos síntomas pueden empeorar si la intensidad y frecuencia a los agentes causales incrementa. El asma ocupacional alérgica tiene un periodo latente entre la exposición y la sensibilización antes de la aparición de los síntomas. En el caso del asma ocupacional no alérgica, no hay un periodo latente, por lo cual los síntomas aparecen de repente. 

## Epidemiología
El asma ocupacional es de las enfermedades ocupacionales más frecuentes y la forma más común de las enfermedades pulmonares ocupacionales en países desarrollados. En Estados Unidos, se estima que un 5-15% del número total de casos de asma en adultos es causado por exposición a agentes causales en el ambiente de trabajo. Alrededor de 20% de las personas asmáticas que trabajan pueden tener exacerbaciones debido a las exposiciones o condiciones en el ambiente laboral. La incidencia de asma ocupacional varía por tipo de industria y tipo de agente causal.

### Factores de riesgo
1. Predisposición genética
2. Fumar
3. Atopía
4. Frecuencia e intensidad de la exposición
5. Sensitización a alergenos ubicuos específicos
6. Rinitis

## Profesiones en riesgo
Cualquier profesión puede estar en riesgo de sufrir asma ocupacional. Sin embargo, trabajar en ciertas industrias supone un mayor riesgo. Estas incluyen las industrias farmacéuticas, de belleza (ej. peluqueros y técnicos de uñas shellac), de alimentación (ej. procesadores de mariscos, panaderos y molineros), de construcción, de sanidad, de manejo de electrónicos, de limpieza, veterinaria o de manejo de animales, textiles, de madera (ej. carpinteros y ebanistas), de químicos, de metales (ej. soldadores y refinadores), de plásticos, de pintura en aerosol, de espumas y de forestación.

## Clasificación
El asma en el ambiente de trabajo se puede clasificar en dos formas:
1. asma ocupacional: alérgico y no alérgico
2. asma agravado por el trabajo

Los criterios mayores para definir el asma ocupacional por el Colegio Americano de Médicos Torácicos o ACCP, por sus siglas en inglés, (American College of Chest Physicians) incluyen:
1. Diagnóstico de Asma
2. Desarrollo de síntomas luego de entrar al trabajo
3. Asociación entre los síntomas de asma y el trabajo

Además de los criterios mencionados, deben existir uno o más de los siguientes criterios secundarios:
1. Exposición ocupacional a un agente o proceso reconocido como causante de asma ocupacional
2. Cambios significativos en VEF1 relacionados con el trabajo
3. Cambios significativos en las respuestas no específicas de las vías respiratorias
4. Resultados positivos de las pruebas de provocación específica con un agente al cual el paciente está expuesto en el trabajo
5. Desarrollo de asma con una asociación clara de una exposición sintomática a un agente irritante en el trabajo (e.g. RADS: síndrome de disfunción reactiva de las vías respiratorias)

## Diagnóstico
Para diagnosticar el asma ocupacional se requiere confirmar los síntomas de asma y establecer la conexión causal con el ambienta de trabajo. El proceso de diagnosticar asma ocupacional incluye:
1. Historial médico
2. Cumplir con los 3 criterios mayores para definir el asma ocupacional y 1 criterio secundario
3. Pruebas de función pulmonar: espirometría, prueba de reto con metacolina, prueba de reto específica y pruebas por punción
4. Pruebas radiológicas para el diagnóstico diferencial.

## Prevención
Varias formas de prevención han sido estudiadas anteriormente. Estas incluyen: programas comprensivos, educación y adiestramiento, exámenes médicos, uso de medicamentos, reducción de exposiciones y eliminación de exposiciones. Una revisión sistemática sobre la efectividad de las medidas de prevención indicó que la eliminación o reducción de la exposición puede mejorar los síntomas del asma en comparación con la exposición ininterrumpida. La eliminación de la exposición puede mejorar la función pulmonar en comparación con la exposición continua. La eliminación de la exposición puede mejorar los síntomas y la función pulmonar más que la reducción de la exposición entre pacientes expuestos a agentes de bajo peso molecular, como isocianatos, diisocianatos, ácido plicático, metales y anhídridos. Dos estudios informaron un aumento de la pérdida de empleo asociada con la eliminación de la exposición. Cuatro estudios informaron una disminución en los ingresos del 20% al 50% después de la eliminación de la exposición. Los autores sugirieron que el beneficio de una mayor mejora en la calidad del aire se sopese con el potencial de un mayor riesgo de pérdida de empleo.

## Tratamiento
El asma ocupacional y la hiperreactividad bronquial pueden persistir en aproximadamente 70% de los pacientes con asma ocupacional, aun años después de haber sido removido el agente causal. Los mejores resultados se han observado cuando el diagnóstico se establece temprano en el curso de la enfermedad (antes que la enfermedad se vuelva irreversible) y removiendo a la persona del agente causal.
La inmunoterapia ha sido utilizada como tratamiento para asma causada por agentes sensibilizadores con reacciones dependientes de IgE (principalmente de en trabajadores en el área de la salud que eran alérgicos al látex). Aunque la inmunoterapia puede reducir las manifestaciones cutáneas o respiratorias, los síntomas sistémicos aun pueden ocurrir. Aún no se conoce el impacto que la inmunoterapia puede tener en asma ocupacional, aún se necesitan más estudios antes que esta se recomiendo rutinariamente. Algunos reportes de casos han sugerido que el omalizumab podría ser útil en el manejo de asma ocupacional pero aún se necesitan estudios prospectivos que demuestren su utilidad.